# Maria Zankovetska
Maria Zankovetska (ucraniana: Марія Костянтинівна Заньковецька) (Zanki, 23 de julho de 1854 - 4 de agosto de 1934, Kiev) foi uma actriz ucraniana.
Zankovetska estudou na escola particular de Chernihiv e no Conservatório de Helsínquia. Ela é uma das fundadoras do Teatro Nacional Ucraniano. O seu primeiro papel foi o de Natalka na peça de Kotlyarevsky, Natalka Poltavka.
Em Lviv, o Teatro Nacional Académico de Drama Ucraniano Mariia Zankovetska leva o seu nome.
Zankovetska está enterrada no cemitério Baïkove em Holosiiv, Ucrânia.